# Víctor Manuel Espasandín Facal
Víctor Manuel Espasandín Facal (Santa Comba, Galícia, 16 de març de 1985) és un futbolista gallec que juga com a defensa.

## Trajectòria
Espasandín es va formar a les categories inferiors del SD Compostela, on va militar fins a la categoria juvenil. Llavors el va fitxar el Reial Valladolid, militant en el seu equip filial, el Valladolid B, on va tenir un alt rendiment, que el va portar a ser convocat pel primer equip. A la temporada 2006/07 va ser cedit a la SD Ponferradina per jugar a Segona Divisió.
L'estiu de 2007, el Valladolid el va traspassar al FC Barcelona, que el va incorporar al seu segon equip, el Barcelona Atlètic, llavors entrenat per Pep Guardiola, i que va aconseguir l'ascens a Segona Divisió B.
El 9 de febrer de 2008 va ser convocat per primera vegada pel primer equip del FC Barcelona per Frank Rijkaard per a la disputa del partit de Lliga de Primera Divisió contra el Sevilla FC, encara que no va arribar a jugar.
Durant l'estiu de 2009 va ser un dels 11 jugadors del filial elegits per Guardiola per fer la pretemporada a Londres amb el primer equip.
En finalitzar el seu contracte amb l'equip barcelonista, el 30 de juny de 2010, va fitxar per l'AC Omonia, campió de la Primera Divisió de Xipre, i posteriorment jugà al Montañeros CF.
Més endavant, el 2012, fitxaria pel Centre d'Esports Sabadell. El novembre de 2014 es va anunciar la seva renovació amb el club arlequinat per dos anys més, fins al 2017.